# Isla de San Bruno
Isla de San Bruno este o arie protejată (arie specială de conservare — SAC, sit de importanță comunitară — SCI) din Spania întinsă pe o suprafață de 376,65 ha, integral pe uscat.

## Localizare
Centrul sitului Isla de San Bruno este situat la coordonatele 37°11′02″N 7°23′31″W / 37.1839°N 7.392°V.

## Înființare
Situl Isla de San Bruno a fost declarat sit de importanță comunitară în aprilie 1999 pentru a proteja 2 specii de plante și 29 de specii de animale. Situl a fost protejat și ca arie specială de conservare în martie 2015.

## Biodiversitate
Situată în ecoregiunile marină mediteraneană și mediteraneană, aria protejată conține 12 habitate naturale: Estuare, Vegetație anuală la limita mareei, Dune mobile cu vegetație embrionară, Dune cu vegetație ierboasă Malcolmietalia, Dune mobile de-a lungul țărmului cu Ammophila arenaria („dune albe”), Lagune de coastă, Pășuni mediteraneene udate de apa mării (Juncetalia maritimi), Tufărișuri halofile mediteraneene și termo-atlantice (Sarcocornetea fruticosi), Terase mlăștinoase și terase nisipoase neacoperite de apă la reflux, Dune cu tufărișuri sclerofile Cisto-Lavenduletalia, Pajiștile Spartina (Spartinion maritimae), Salicornia și alte specii anuale care populează regiunile mlăștinoase și nisipoase.
La baza desemnării sitului se află mai multe specii protejate:
- plante (2): Limonium lanceolatum, Thymus carnosus
- păsări (27): pescăruș albastru (Alcedo atthis), egretă mare (Ardea alba), stârc roșu (Ardea purpurea), fugaci de țărm (Calidris alpina), bătăuș (Calidris pugnax), prundăraș de sărătură (Charadrius alexandrinus), chirichița cu obraz alb (Chlidonias hybrida), chirighiță neagră (Chlidonias niger), barză albă (Ciconia ciconia), erete de stuf (Circus aeruginosus), egretă mică (Egretta garzetta), ciovlica roșcată (Glareola pratincola), piciorong (Himantopus himantopus), pescăriță mare (Hydroprogne caspia), Larus audouinii, Larus genei, pescăruș-cu-cap-negru (Larus melanocephalus), sitar de mal nordic (Limosa lapponica), vultur pescar (Pandion haliaetus), flamingo roz (Phoenicopterus roseus), lopătar (Platalea leucorodia), ploier auriu (Pluvialis apricaria), ciocântors (Recurvirostra avosetta), chiră de baltă (Sterna hirundo), chiră mică (Sternula albifrons), corcodel mic (Tachybaptus ruficollis), călifar alb (Tadorna tadorna)
- mamifere (1): vidră de râu (Lutra lutra)
- reptile (1): Caretta caretta

Pe lângă speciile protejate, pe teritoriul sitului au mai fost identificate 9 specii de plante, 3 specii de nevertebrate, 1 specie de reptile.